# Micrandra sprucei
Micrandra sprucei är en törelväxtart som först beskrevs av Johannes Müller Argoviensis, och fick sitt nu gällande namn av Richard Evans Schultes. Micrandra sprucei ingår i släktet Micrandra och familjen törelväxter. Inga underarter finns listade i Catalogue of Life.